# Бахлул ібн Марзук
Бахлул ібн Марзук (араб. بهلول بن مرزوق; д/н — 802) — державний діяч Кордовського емірату, валі (намісник) Сарагоси у 798—802 роках.

## Життєпис
Походив з муваладського роду Ускара. Син Марзука ібн Ускара, володаря замку Мунс. Перша письмова згадка про Бахлула відноситься до 798 року. Тоді він вже був валі Сарагоси. Дата призначення його на цю посаду замість попередника Убайдаллаха ібн Усмана достеменно невідома. Можливо це відбулося за декілька років до того.
798 року Бахлул ібн Марзук підняв повстання проти Кордовського емірату, оголосивши себе прихильником претендента на трон Кордови Абдаллаха ібн Абдаррахмана. 799 року Бахлул зайняв Тортосу. 800 року захопив Вашку (Уеску), перемігши рід Бану-Салама. Його заколот мав велику підтримку в народі, особливо після того, як отримав громадську підтримку теолога Ібн аль-Мугалліса. Потім рушив до Тулузи, де уклав союз з франкськими графами, насамперед Вільгельмом Тулузьким і Авреоло Арагонським, з яким перейшов у наступ проти Барселони, яку 801 року було захоплено франкськими військами.
802 року проти нього виступив кордовський військовик Амр ібн Юсуф, який зрештою завдав поразки Бахлулу. Останній втік з Сарагоси до Пальярса, де його було вбито власним слугою Джалафом ібн Рашидом.